# Бернар Ліо
Ліо Бернар (фр. Bernard Lyot; 27 лютого 1897, Париж — 2 квітня 1952, Каїр) — французький астроном, член Паризької АН (1939).

## Життя і дослідження
Народився в Парижі. У 1917 році закінчив Вищу електротехнічну школу. У 1917—1928 роках працював у Політехнічній школі під керівництвом відомих фізиків А. Перо і Ш. Фабрі, з 1920-го — у Медонській обсерваторії.
Основні наукові роботи присвячені вивченню планет і Сонця. У 1921—1929 роках першим виконав великі ряди поляриметричних вимірювань випромінювання планет, основною метою яких було отримання фізичних характеристик поверхневих шарів і атмосфер планет шляхом порівняння лінійної поляризації відбитого і розсіяного ними світла Сонця з поляризацією, створюваною земними зразками. Уже тоді показав, що породи на поверхні Місяця, Марса і Меркурія за своїми поляризаційними властивостями близькі до земних вулканічних порід, а поляризація випромінювання Венери, Юпітера і Сатурна виникає у їхніх атмосферах, причому у Венери вона свідчить про наявність крапель рідини в атмосфері. Знайшов, що внутрішнє кільце Сатурна поляризує світ так само, як скельні земні породи. Виявив змінність поляризації випромінювання Сатурна. Усі ці спостереження виконав за допомогою створеного ним високочутливого полярископа.
У 1932 році створив фотографічний поляриметр, за допомогою якого досліджував поляризацію світла, відбитого яскравими астероїдами. Поліпшив техніку візуальних і фотографічних спостережень планет. Виконав багато детальних спостережень поверхонь планет. Зробив перші замальовки великих супутників Юпітера й Сатурна, спостерігав плями на Титані, вивчив розподіл яскравості в кільцях Сатурна. Сконструював мікрометр подвійного зображення для точних позиційних вимірювань планет. Розробив оригінальний метод фотографування планет, що дає змогу виключити вплив зернистості емульсії та підвищити контраст (він полягає в накладенні один на одного багатьох негативних зображень).
У 1929—1931 роках створив коронограф — прилад для спостережень сонячної корони поза затемнень, що дало змогу істотно просунути вперед вивчення корони. За допомогою коронографа Ліо досліджував поляризацію корони, її спектр у широкому діапазоні довжин хвиль, відкрив п'ять нових емісійних ліній. Використавши в коронографі інтерференційно-поляризаційні фільтри, отримав монохроматичні зображення корони і диска Сонця в променях різних ліній.

## Відзнаки
Золота медаль Королівського астрономічного товариства (1939), медаль Кетрін Брюс Тихоокеанського астрономічного товариства, Медаль Генрі Дрейпера (1951).
На честь Ліо названі кратери на Місяці та Марсі і мала планета 2452 Ліо.